# Callionima pan
Callionima pan, popularmente conhecida como mariposa-esfinge, é uma espécie de artrópode lepidóptero, mais especificamente de mariposa, pertencente à família dos esfingídeos (Sphingidae). Tem ampla distribuição ao longo da América do Norte (México), América Central e América do Sul.

## Taxonomia e sistemática
Callionima pan foi originalmente descrita por Pieter Cramer em 1779 sob o nome Sphinx pan. Foi transferida ao gênero Hemeroplanes por Jacob Hübner [1819]. A mudança foi formalizada por Charles Rothschild e Karl Jordan em 1903. Mais tarde foi transferida ao gênero Callionima por Oiticica Filho, em 1944. Pode exibir padrões muito semelhantes aos de Callionima parce, mas distingue-se por ser a única espécie do gênero com o ápice das asas anteriores arredondado. Possui duas subespécies: C. p. pan e C. pan neivai.

## Descrição
A asa anterior de Callionima pan apresenta ápice truncado, com a margem externa escavada abaixo do ápice e apenas ligeiramente dentada. O ápice da asa posterior é agudo e bastante pontiagudo. Na face superior da asa anterior, observa-se uma mancha costal triangular pálida posicionada antes da mancha prateada e de uma mancha costal menor localizada na forquilha subcostal. A mancha de lúnulas marrom-claras distal ao ápice da célula discal é rudimentar ou ausente. A área basal da face inferior da asa anterior é marrom, com coloração semelhante à da parte distal da asa. Na face superior da asa posterior, há uma mancha anal preta com menos de 1,5 milímetro de largura. Na genitália masculina, o unco é semelhante ao de Callionima inuus, porém com os lobos medianos mais longos e pontiagudos. O gnato também se assemelha ao de C. inuus, mas com os processos menos convergentes, mais longos e sinuosos. A valva apresenta uma mancha de espinhos longos ao longo da margem ventral, próxima ao meio da harpa. A harpa ultrapassa o meio da valva, sendo cilíndrica e ligeiramente curvada; na valva esquerda, a harpa é arredondada, enquanto na direita é apicalmente pontiaguda e um tanto comprimida. O edeago não possui armadura externa.

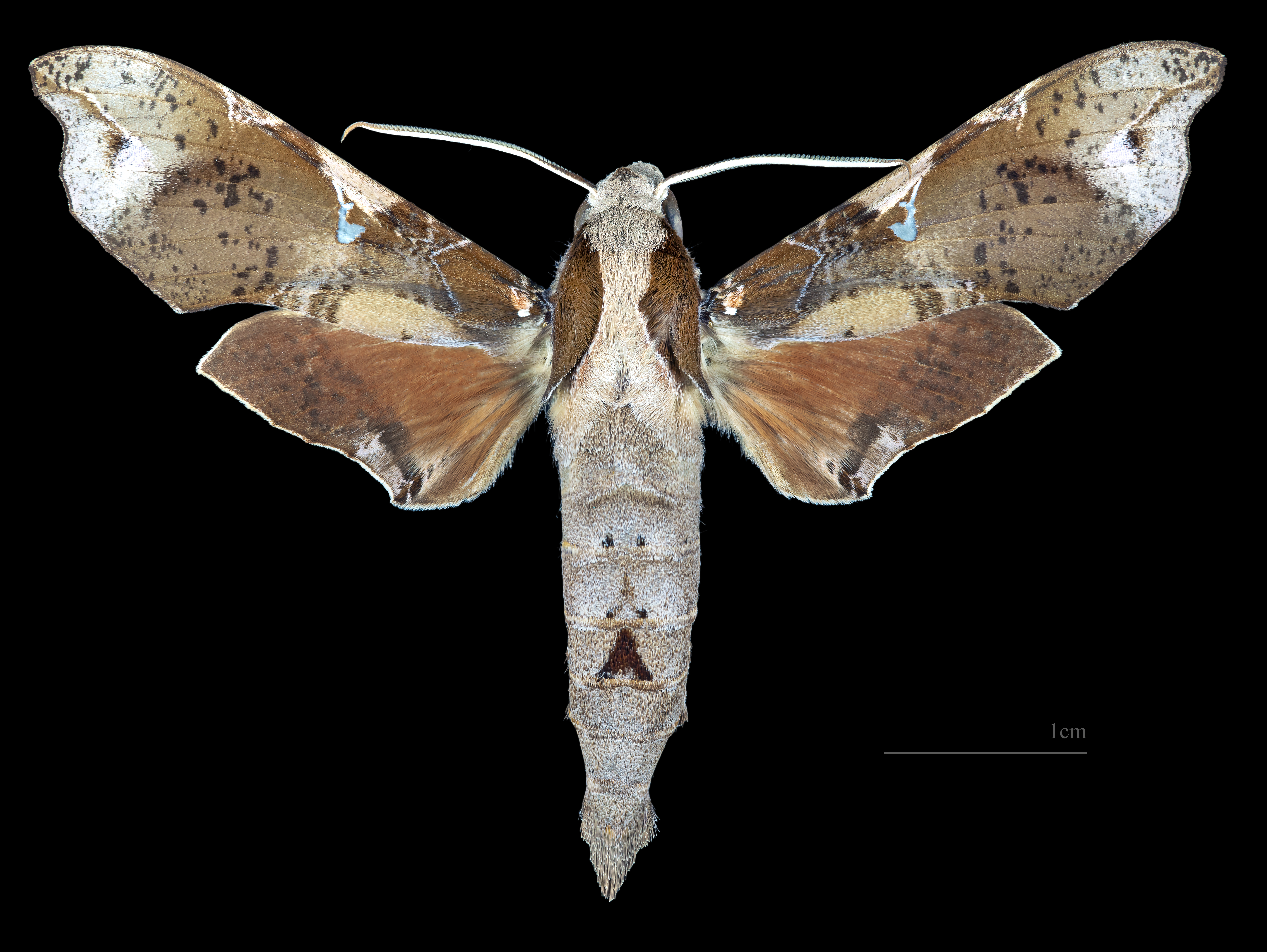
Macho, lado dorsal
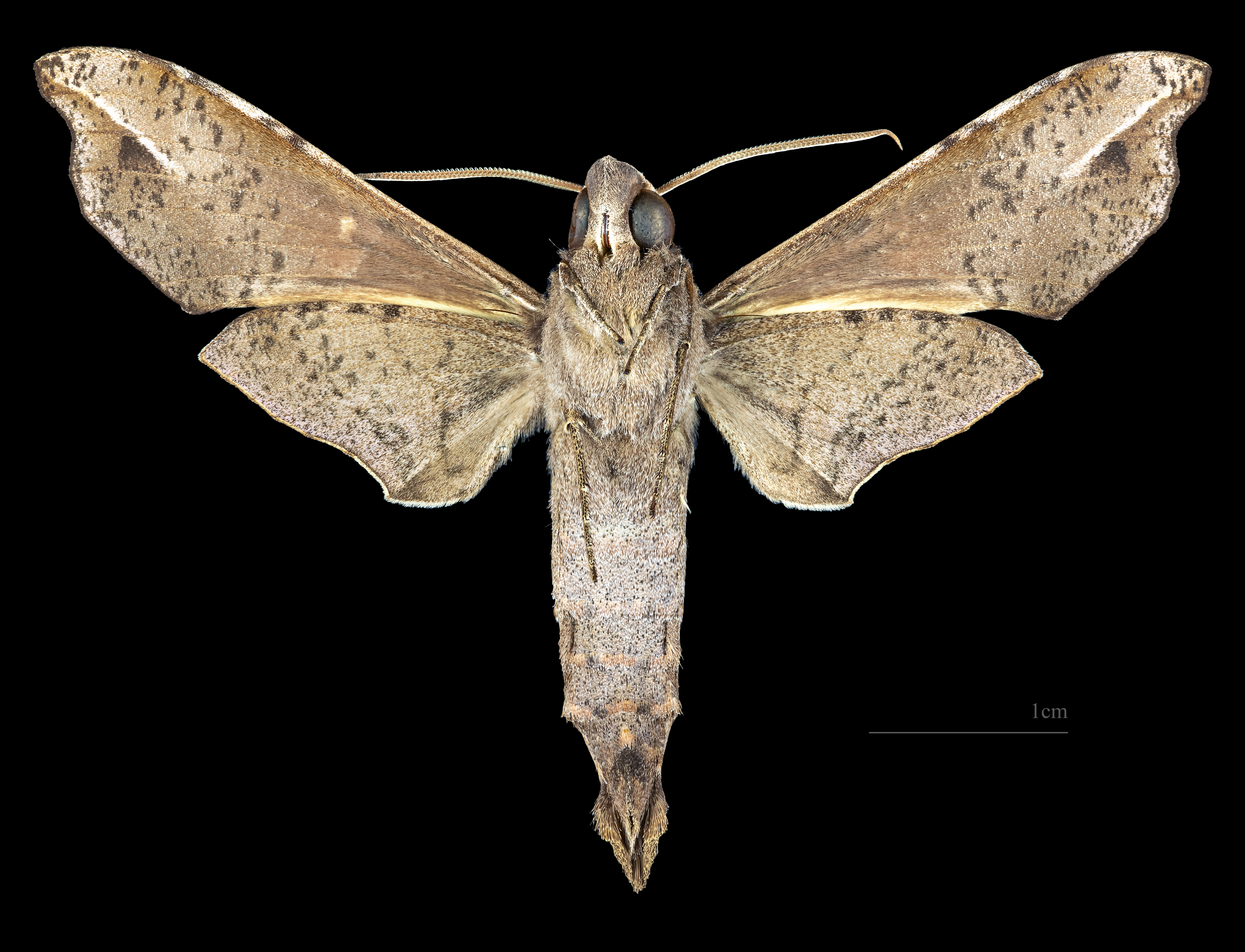
Macho, lado ventral
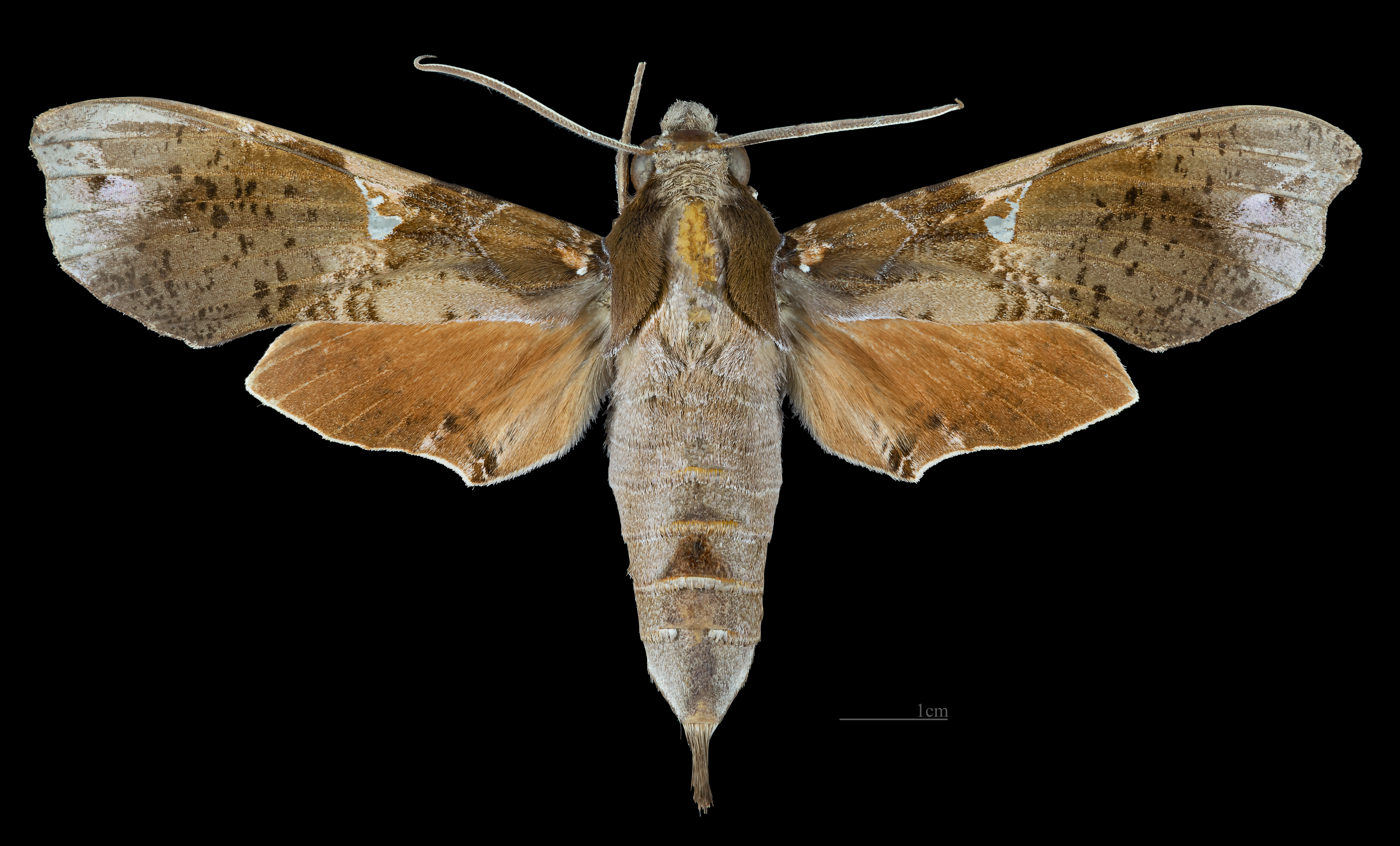
Fêmea, lado dorsal
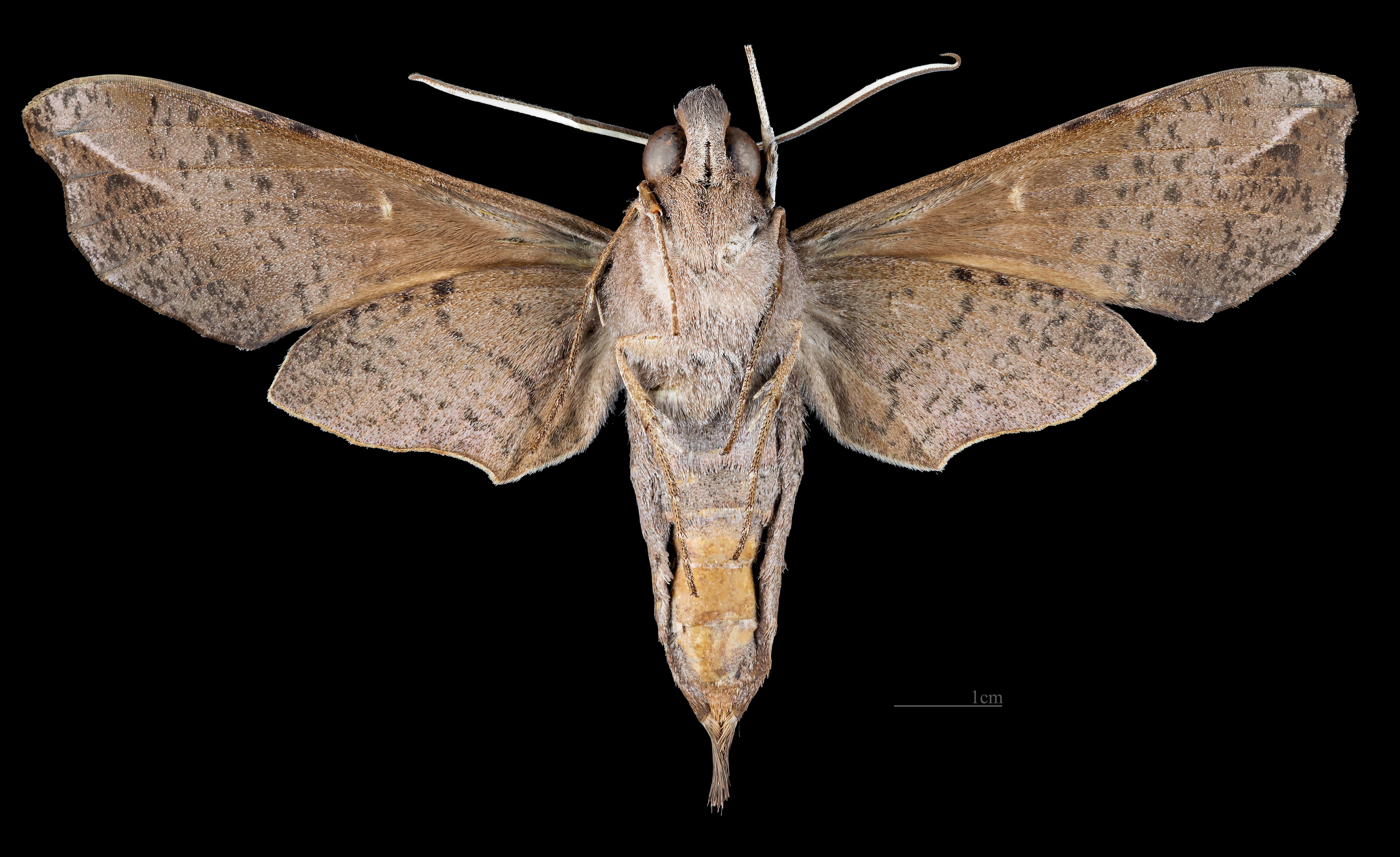
Fêmea, lado ventral

## Distribuição e habitat

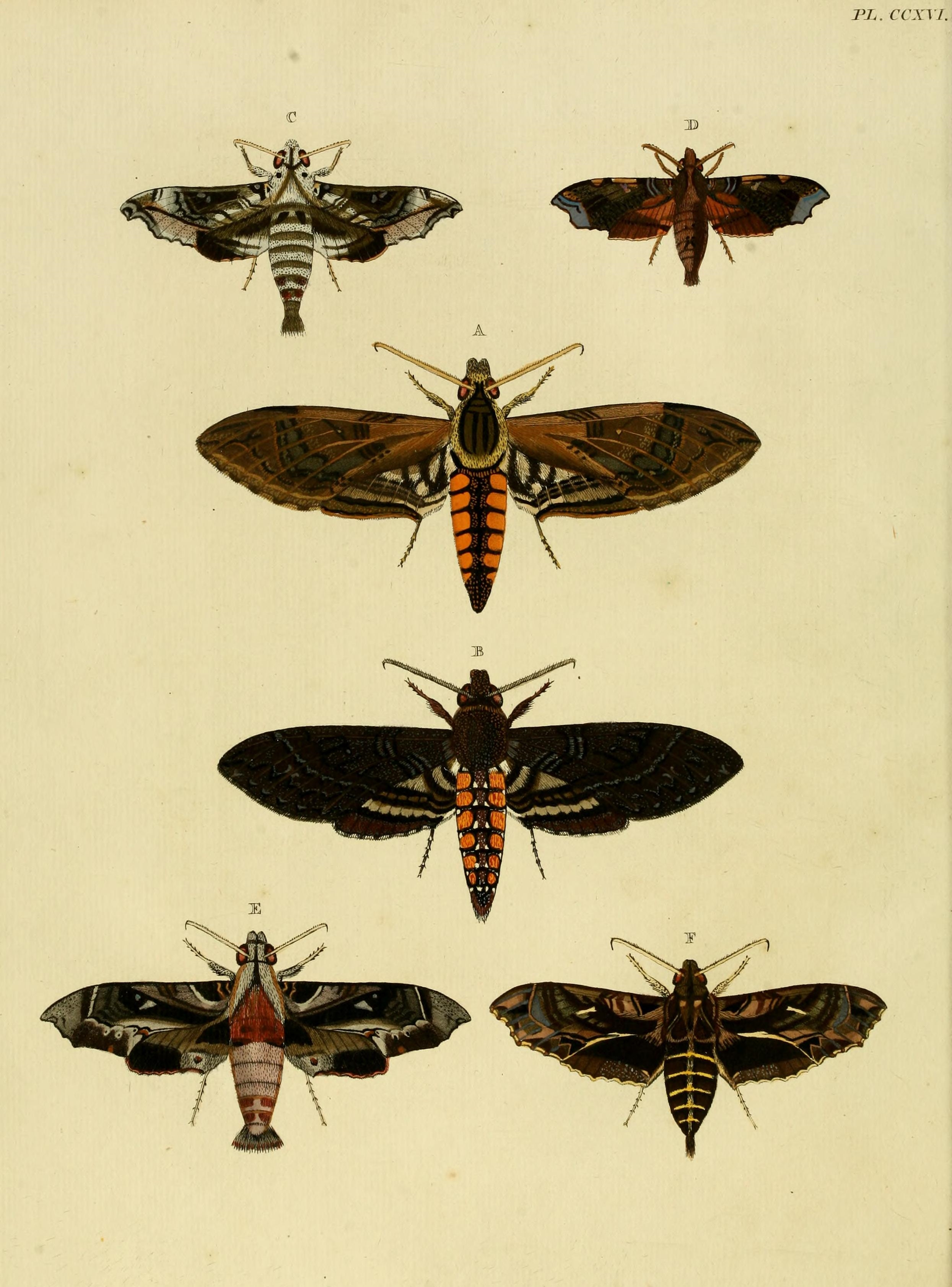
Ilustração de 1782 de alguns lepidópteros sul-americanos; C. pan é a ilustração D

Callionima pan ocorre no México, na Guatemala e na Costa Rica, onde é registrada nas províncias de Puntarenas e Limão. Também está presente na Venezuela, com registros nos estados de Táchira e Bolívar, tanto no sudoeste quanto no sudeste deste último, na Colômbia e no Equador. No Brasil, está presente nos estados do Amapá, Amazonas, Bahia, Espírito Santo, Goiás (Alto Paraíso de Goiás e Vianópolis), Maranhão, Minas Gerais (Corinto), Paraná, Pará, Rio Grande do Sul, Rio de Janeiro, Rondônia, Santa Catarina (São Bento do Sul e Seara), São Paulo e Mato Grosso do Sul (Rio Verde), nos biomas da Amazônia, Cerrado e Mata Atlântica. Em termos hidrográficos, é encontrada nas sub-bacias do Doce, da foz do Amazonas, do Jequitinhonha, do litoral do Rio de Janeiro, do Madeira, do Negro, do Paranapanema, do Paraná (RH1), do Purus, do Alto e Baixo Tocantins, do Trombetas e do Xingu. Habita ambientes florestais.

## Ecologia
Callionima pan provavelmente apresenta de duas a três gerações por ano, com adultos registrados na Costa Rica entre abril e junho e de outubro a janeiro. Os adultos emergem de pupas formadas em casulos frágeis construídos entre folhas secas. As fêmeas atraem os machos liberando um feromônio produzido por uma glândula localizada na extremidade do abdômen. Tanto machos quanto fêmeas alimentam-se de néctar de flores e inflorescências. As fêmeas são raramente capturadas em locais iluminados, ao contrário dos machos, que são mais frequentemente registrados. As larvas provavelmente se alimentam de plantas da família das apocináceas.

## Conservação
Em 2018, Callionima pan foi classificada como pouco preocupante (LC) no Livro Vermelho da Fauna Brasileira Ameaçada de Extinção do Instituto Chico Mendes de Conservação da Biodiversidade (ICMBio). As principais ameaças incluem culturas anuais, silvicultura e pecuária nos biomas Caatinga, Cerrado e Pampa; expansão urbana e poluição luminosa na Mata Atlântica; desmatamento, agricultura e pecuária na Amazônia; além de queimadas não planejadas e não autorizadas nas áreas de ocorrência da espécie. Entretanto, essas pressões ainda não são consideradas suficientes para colocar a espécie em risco de extinção num futuro próximo. Em sua área de distribuição, ocorre em algumas áreas de conservação: a Área de Proteção Ambiental de Petrópolis (APA Petrópolis), o Parque Nacional da Chapada dos Veadeiros (PARNA Chapada dos Veadeiros), o Parque Nacional da Serra dos Órgãos (PARNA Serra dos Órgãos), o Parque Nacional do Jaú (PARNA Jaú), o Parque Nacional da Serra do Pardo (PARNA Serra do Pardo), a Reserva Biológica do Gurupi (Rebio Gurupi), a Área de Proteção Ambiental do Lago de Tucuruí (APA Lago de Tucuruí), a Área de Proteção Ambiental de Pouso Alto (APA Pouso Alto), o Parque Estadual Morro do Diabo (PE Morro do Diabo) e a Terra Indígena Alto Rio Negro (TI Alto Rio Negro).